# Kørner
Der findes kørnere med forskellig diameter og med forskellig spids, nogle er flade, mens andre er spidse eller hule i midten.
En kørner anvendes bl.a. til opmærkning (hul-opmærkning) i træ eller i metalplade. Kørneren er spids i den ene ende, og flad i den modsatte. Man slår på kørneren med en hammer.
På billedet vises både en spids kørner og en udgave som er hul i spidsen. Den hule udgave kaldes normalt en "dyknagel" og bruges til at banke dykkere (en sømtype) ned under træets overflade. Man slår på dyknaglen med en hammer.